# "Vi vann!" sa Markus
”Vi vann!” sa Markus var ett försök 1962 av kyrkoadjunkt Eric Grönlund i Stockholm att återberätta Markusevangeliet på ett språk anpassat för den tidens ungdom, framför allt fjortonåriga konfirmander. Före utgivningen av boken offentliggjorde han delar av texten för att testa hur den skulle fungera för målgruppen och vid behov kunna göra ändringar. Kritiken blev samstämmigt negativ. Boken kallades ”Raggarbibeln”, och den ansågs banal och förvirrande. Den trycktes sedan i två versioner. I den ena hade Grönlund omarbetat språket och gjort texten betydligt mindre utmanande.

## Eric Grönlund
Eric Grönlund (1922–1976) prästvigdes för Luleå stift 1954, blev gymnasistsekreterare i Svenska kyrkans diakonistyrelse (SKD) 1955 och 2:e ungdomssekreterare i SKD 1958, kyrkoadjunkt i Maria Magdalena församling i Stockholm 1960 och kyrkoherde i Stenkyrka församling 1968. Han var en tid även chefredaktör för den högkyrkliga Svensk pastoraltidskrift.

## Syfte
Sommaren 1962 var Eric Grönlund klar med det uppdrag han fått av Riksförbundet Kyrklig ungdom, att återberätta innehållet i Markusevangeliet på ett språk som var begripligt för unga människor. Den officiella översättningen från 1917 ansågs vara språkligt föråldrad. Grönlund menade dessutom att hela den kristna verklighetsuppfattningen liksom begreppsapparaten var främmande för ungdomen. Han angrep problemen genom att försöka använda fjortonåringars vanliga talspråk och slanguttryck. I vissa fall gjorde han också medvetet felaktiga översättningar av den grekiska originaltexten för att läsaren i vart fall skulle få en ungefärlig uppfattning om innebörden av orden. Överstepräst kunde bli ärkebiskop och skriftlärd bli professor. Före utgivningen lät han offentliggöra delar av texten för allmänhet, präster och ungdomar för att vid behov kunna göra nödvändiga ändringar.

## Reaktioner
Grönlund hade räknat med kritik, framförallt att textens talspråklighet skulle uppfattas som inte tillräckligt värdig. Det kunde han acceptera. Han strävade inte efter högtidlighet utan ”verklighet, sanning, livsnärhet, begriplighet”. Den stormflod av kritik som riktades mot texten redan före utgivningen måste dock ha varit oväntad för honom.
Stig Nordfeldt i Vecko-Journalen sammanfattade reaktionerna så här: "Upprörande, befängt, blasfemiskt, smaklöst – invektiven har haglat [- - -]. Allmänheten lika väl som prästerna har fasat inför kalaspinglan på Herodes middag, då Döpar-Johannes nackades och fick sitt huvud på ett stekfat. Men vad som bör ha ta tagit hårdast är väl ändå argumenten från den tilltänkta publiken själv: 'Larvigt. Jag konfirmerades förra året. Jag fattade bra vad som stod i den gamla bibeln.' " Expressens ledarskribent instämde och lade till att slangspråk förändras snabbt, och att det språk som Grönlund använde redan var föråldrat.
Efter den massiva kritiken beslöt styrelsen för Riksförbundet Kyrklig ungdom att före en utgivning låta representantskapet ta ställning till texten vid ett möte i slutet av sommaren. Biskop Helge Ljungberg i Stockholm kallade Grönlund till ett samtal den 25 juli 1962 för att diskutera boken. Den var då redan helt klar att börja tryckas. Efter mötet förklarade biskopen att man i samförstånd kommit överens om att boken inte skulle ges ut, åtminstone inte i nuvarande skick. Grönlund hade dock redan bestämt att på grund av stor efterfrågan och många förbeställningar i stället ge ut boken på eget förlag.

## Två versioner av”Vi vann!”, sa Markus
1962 gavs det ut två mycket olika versioner av Grönlunds Markusparafras ”Vi vann!”, sa Markus. Riksförbundet Kyrklig ungdom lät trycka en text som till stora delar torde ha motsvarat Grönlunds original. På bokens frampärm stod emellertid tryckt ”Privat upplaga, som äges av Eric Grönlund”.
Den andra versionen publicerades av Berghs förlag. Den var ett betydligt mer varsamt återberättande av Markusevangeliet även om Grönlund fortfarande använde vardagliga ord. I stället för att avsiktligt felöversätta ”överstepräst”, ”skriftlärd” och andra svåra ord förklarade han dem i en bilaga. Recensenten i Svenska Dagbladet ondgjorde sig över det platta språket men konstaterade att de löjligaste vulgariteterna nu var borta.
Eric Grönlund använde själv ”Vi vann!”, sa Markus i sin undervisning men det är oklart vilken av versionerna konfirmanderna fick läsa.

## Markus evangelium, kapitel 9, vers 2-5
| ”                            | Och hans utseende förvandlades inför dem; och hans kläder blevo glänsande och mycket vita, så att ingen valkare på jorden kan göra kläder så vita. Och för dem visade sig Elias jämte Moses, och dessa samtalade med Jesus. Då tog Petrus till orda och sade till Jesus: ”Rabbi, här är oss gott att vara; låt oss göra tre hyddor, åt dig en och åt Moses en och åt Elias en.” | „ |
| – 1917 års bibelöversättning | |   |

| ”                                                      | Där blev Jesus plötsligt så olik sig själv i det yttre. Hans kläder blev så blänkande. O, vad det glänste! Ingen tvättmaskin i världen skulle ha kunnat göra dem mer vita! Vad nu då, stod inte självaste Elia och Mose och pratade med Jesus! Dom kunde ju själva se det. ‒ Säj magistern, sa Petrus, vi tycker det är så kul att vara här. Kan vi inte tälta här? Vi slår upp tre tält. Du får ett för dej själv, och Mose och Elia får var sitt. | „ |
| – ”Vi vann!”, sa Markus (Riksförbundet Kyrklig ungdom) | |   |